# Municipio de Irondale
El municipio de Irondale (en inglés: Irondale Township) es un municipio ubicado en el condado de Crow Wing en el estado estadounidense de Minnesota. En el año 2010 tenía una población de 1134 habitantes y una densidad poblacional de 14,12 personas por km².

## Geografía
El municipio de Irondale se encuentra ubicado en las coordenadas 46°27′37″N 94°0′5″O / 46.46028, -94.00139. Según la Oficina del Censo de los Estados Unidos, el municipio tiene una superficie total de 80.33 km², de la cual 71,42 km² corresponden a tierra firme y (11,09 %) 8,91 km² es agua.

## Demografía
Según el censo de 2010, había 1134 personas residiendo en el municipio de Irondale. La densidad de población era de 14,12 hab./km². De los 1134 habitantes, el municipio de Irondale estaba compuesto por el 96,91 % blancos, el 1,15 % eran afroamericanos, el 0,53 % eran amerindios, el 0,53 % eran asiáticos y el 0,88 % eran de una mezcla de razas. Del total de la población el 0,35 % eran hispanos o latinos de cualquier raza.